# Сігмір
Сігмір (рум. Sigmir) — село у повіті Бистриця-Несеуд в Румунії. Адміністративно підпорядковане місту Бистриця.
Село розташоване на відстані 326 км на північний захід від Бухареста, 5 км на захід від Бистриці, 74 км на північний схід від Клуж-Напоки.

## Населення
За даними перепису населення 2002 року у селі проживали 786 осіб. Рідною мовою 781 особа (99,4%) назвала румунську.
Національний склад населення села:
| Національність | Кількість осіб | Відсоток |
| -------------- | -------------- | -------- |
| румуни         | 685            | 87,2%    |
| цигани         | 94             | 12,0%    |
| угорці         | 6              | 0,8%     |